# Mary Jane Kelly
Mary Jane Kelly (Limerick, 1863 – Londra, 9 novembre 1888) era una prostituta irlandese, nota per essere stata la quinta e ultima vittima canonica del serial killer Jack lo squartatore.

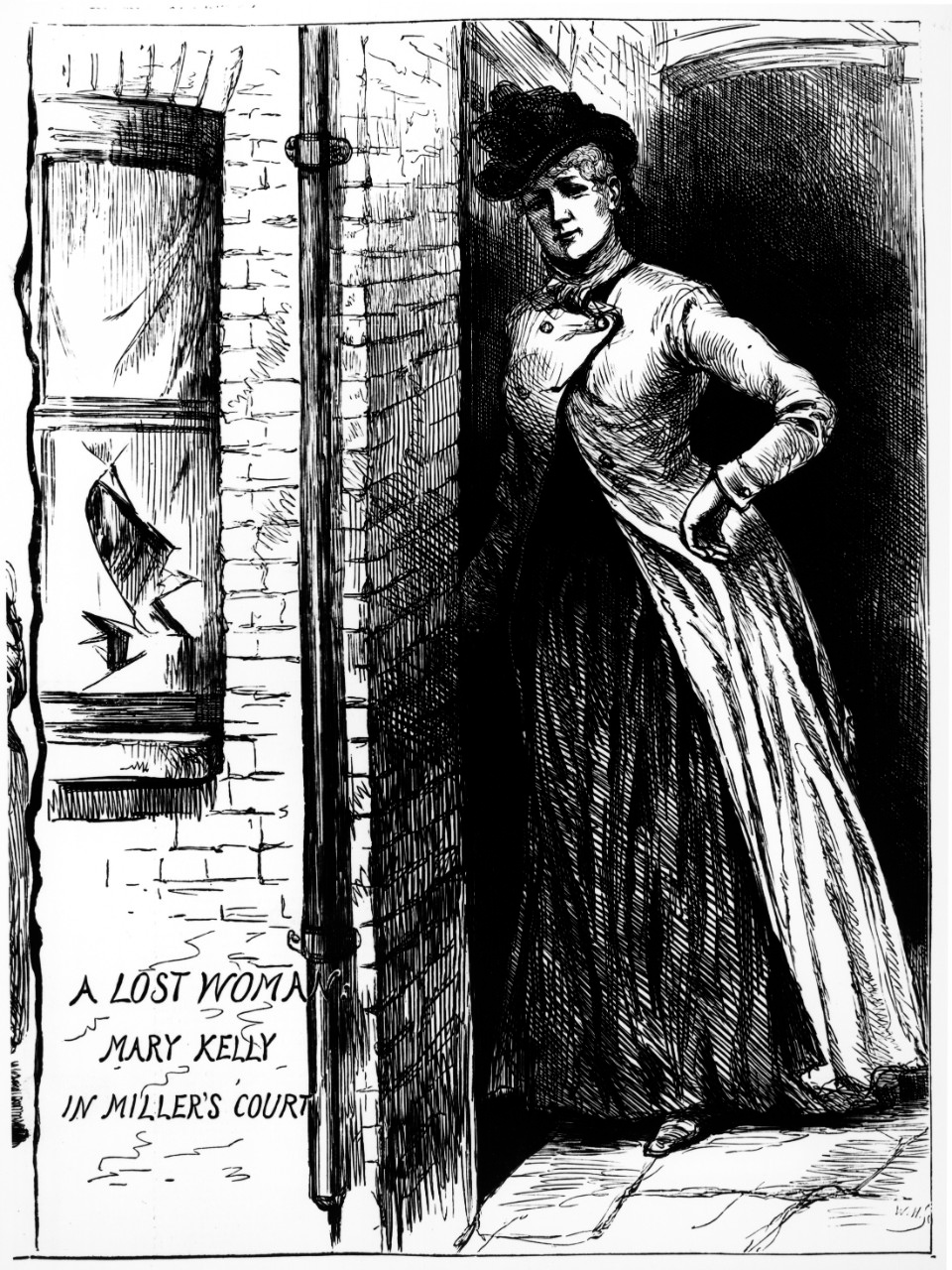
Mary Jane Kelly secondo un disegno del giornale Penny Illustrated Paper, 24 novembre 1888

Si prostituiva nei sobborghi di Londra e più precisamente nel quartiere di Whitechapel. Aveva 25 anni all'epoca della sua morte e viveva in povertà al n° 13 di Miller's Court, una traversa di Dorset Street. Secondo i rapporti di Scotland Yard del tempo, era alta 1,70 m, aveva capelli biondo/rossi (per questo motivo era soprannominata Ginger), pelle chiara e occhi azzurri. Era descritta come una donna formosa e molto attraente.

## Biografia

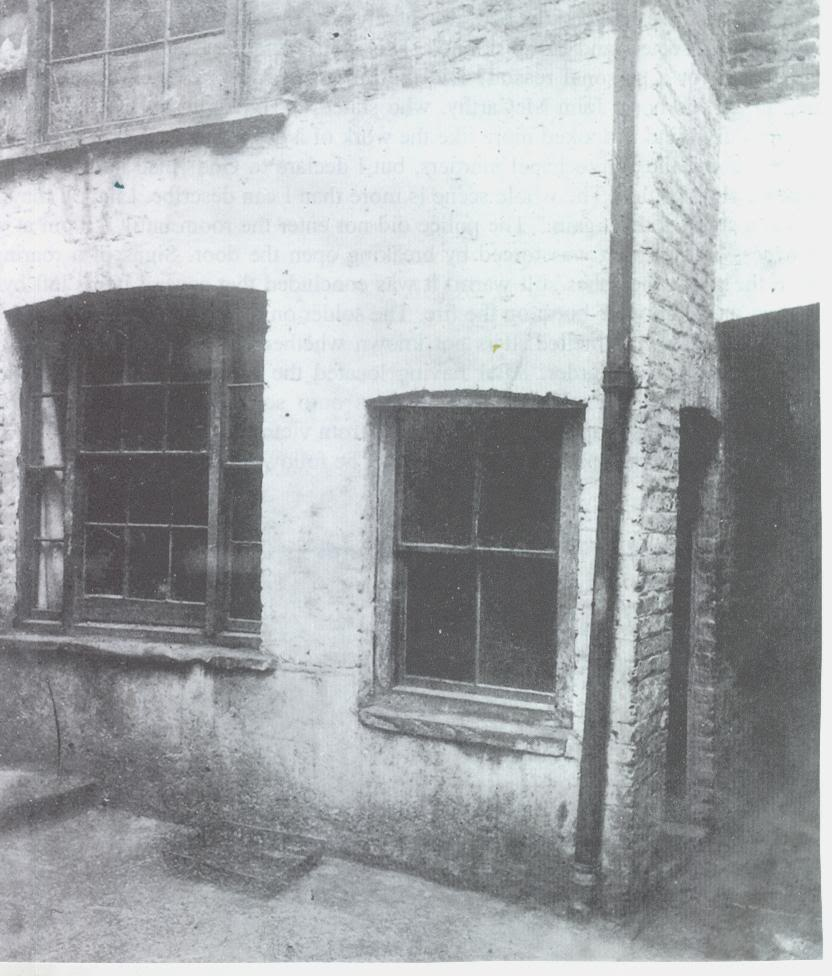
La stanza della Kelly vista dall'esterno (1888)

### Gioventù
Il passato di Mary Kelly non è documentabile. In base alle testimonianze di Joseph Barnett, che fu per qualche tempo il suo compagno, la Kelly sarebbe nata a Limerick, in Irlanda, nel 1863. La sua famiglia si spostò in Galles quando era ancora bambina, dove Mary Kelly imparò il gallese. Il padre  si chiamava John Kelly ed era un fabbro. La donna aveva sette fratelli, fra cui Henry Kelly, che prestò servizio nell'Esercito britannico, e una sorella. Secondo Barnett e una compagna di stanza, la signora Carthy, la famiglia della Kelly era abbastanza benestante e lei era stata un'ottima studentessa e una brava artista.
Nel 1879 la Kelly sposò un minatore, un certo Davies (rimasto poi ucciso nel 1882 in un'esplosione in miniera), ma non esiste documentazione ufficiale al riguardo. Dal 1882 al 1884 la donna abitò da un cugino a Cardiff; qui dovette essere ricoverata in ospedale per otto o nove mesi. Pare che proprio a Cardiff abbia iniziato a prostituirsi.

### A Londra
La Kelly lasciò Cardiff per Londra nel 1884. Visse in Francia con un cliente per un paio di settimane ma tornò velocemente in Inghilterra perché non amava l'ambiente francese. Barnett incontrò la Kelly la prima volta l'8 aprile 1887 e iniziarono a convivere il giorno dopo. Egli provò a lavorare come scaricatore di porto, ma a causa degli scarsi guadagni la donna tornò a prostituirsi. Barnett terminò la convivenza con la Kelly una settimana prima della sua morte ma continuò a farle visita.

### Le ultime ore di vita

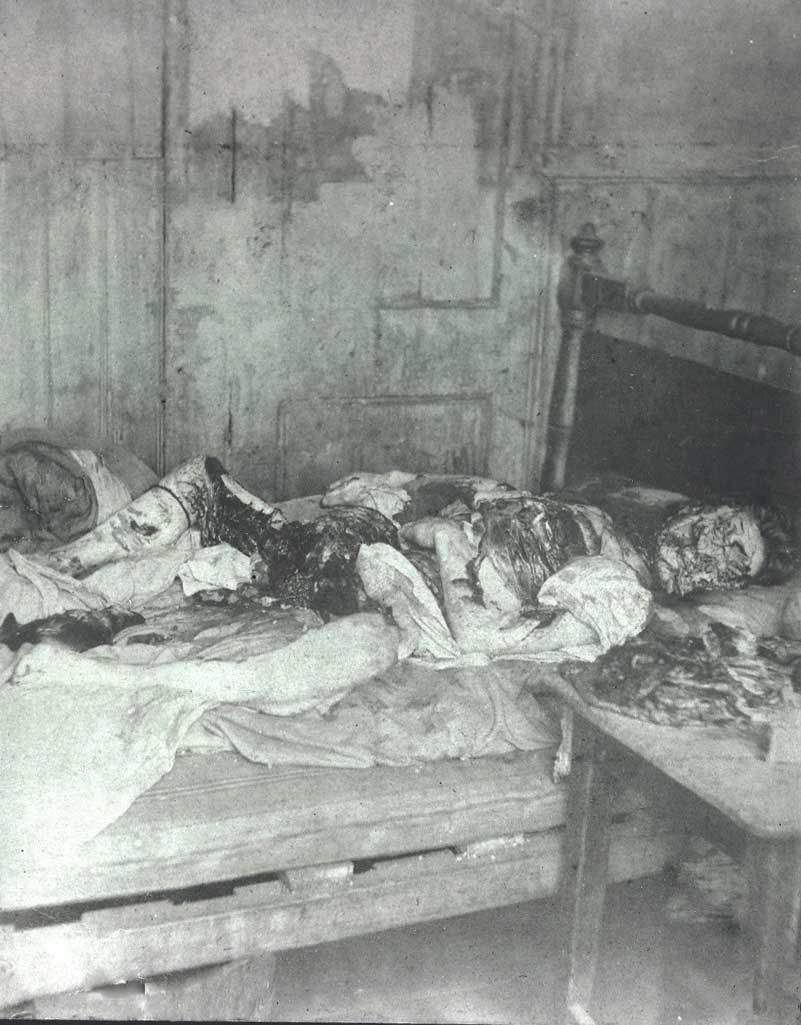
Fotografia mortuaria di Mary Jane Kelly

- Barnett si recò dalla Kelly l'ultima volta l'8 novembre fra le 19:30 e le 19:45. Mary era in compagnia di un'altra donna, Lizzie Albrook o Maria Harvey, entrambe sue amiche. Barnett lasciò la camera della Kelly verso le 20:00 per tornare a casa.[5]
- Quando Barnett se ne fu andato, Mary Kelly uscì di casa in cerca di clienti. La prostituta Mary Ann Cox dichiarò di averla vista mentre tornava a casa in compagnia di un uomo intorno alle 23:45. La Cox le augurò la buonanotte e la Kelly cominciò a cantare la canzone tradizionale irlandese A Violet from Mother's Grave. Quando la Cox uscì a mezzanotte, la donna stava ancora cantando.[6]
- Una vicina di casa di Mary, Catherine Picket, disturbata dal continuo cantare della Kelly, alle 0:30 avrebbe voluto andare a chiederle di smettere ma il marito la convinse a non farlo. Verso l'1:00 cominciò a piovere, Mary Ann Cox andò verso la sua abitazione a Dorset Street per prendere un ombrello e, passando davanti alla stanza della Kelly, la sentì nuovamente cantare.[7]
- Verso le 2:30 Mary Jane Kelly era nuovamente uscita di casa e un passante, George Hutchinson, la incontrò. Lei gli chiese del denaro per pagare l'affitto della sua stanza ma l'uomo non aveva soldi. Più tardi Hutchinson la vide allontanarsi in compagnia di un uomo ben vestito, basso e con folti baffi biondi. Hutchinson dichiarò di averli seguiti (senza fornire una motivazione) e di averli ascoltati parlare fuori dalla porta: la Kelly si lamentava di aver perso il suo fazzoletto e l'uomo ben vestito gliene diede in cambio uno rosso.[8]
- Mary Ann Cox tornò a casa alle 3:00 e dichiarò di non aver sentito alcun rumore dalla camera della Kelly e che le luci erano spente. Quella notte la Cox non riuscì a dormire e riferì di aver sentito individui entrare ed uscire dal cortile per tutta la notte. Sentì qualcuno lasciare la casa verso le 5:45.[9]
- Elizabeth Prather (un'altra prostituta che abitava nella stanza al di sopra di quella della Kelly) e Sara Lewis (una donna che soggiornava in un appartamento vicino) dichiararono di aver udito un flebile lamento: murder! ("assassinio!") alle 4:00. Non fecero nulla perché non si sentì nient'altro e perché, a loro dire, nell'East End era frequente sentire questo genere di grida durante la notte.[10]

### La scoperta del cadavere

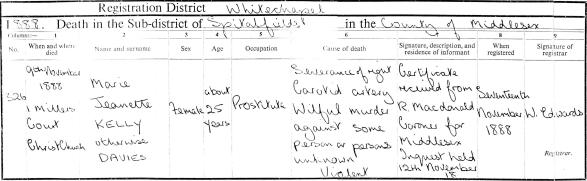
Certificato di morte di Mary Jane Kelly

La mattina di venerdì 9 novembre 1888, verso le 10:45, il padrone di casa di Mary Jane Kelly, John McCarthy, mandò il suo assistente, Thomas Bowyer, a riscuotere l'affitto: la Kelly era in debito di diverse settimane. Bowyer bussò alla sua porta ma non ricevette risposta, così attraverso una finestra (il cui vetro era rotto a causa di un precedente litigio tra la donna e il convivente) infilò un braccio e scostò la tenda per guardare all'interno. Vide, supino sul letto, il corpo della Kelly orrendamente straziato, sicché, inorridito, il ragazzo corse a chiamare aiuto.
Bowyer avvertì l'ispettore Walter Beck e il sergente Edward Betham e il corpo di Mary Jane Kelly venne esaminato dai medici Thomas Bond e George Bagster Phillips. La gola era squarciata, il viso completamente sfigurato fino al mento, i seni e le orecchie le erano stati asportati e posti sul comodino insieme allo stomaco e ai polmoni, gli intestini erano arrotolati intorno alle mani e sparsi per il letto, la vagina le era stata asportata e buttata ai piedi del letto, i tessuti ed i muscoli sugli arti inferiori erano stati asportati. Il pericardio le era stato aperto e il cuore era sparito. Dalle testimonianze della Prather e della Lewis, l'ora presunta dell'omicidio fu stabilita alle 4:00. Il 19 novembre 1888, Mary Jane Kelly venne sepolta al St. Patrick's Roman Catholic Cemetery, in località Leytonstone, Londra.